# Det danske Dagblad
|  | Denne artikel er oprettet af botten PalnaBot ud fra en ekstern database. Den kan derfor have sproglige fejl eller mangler. Denne skabelon kan fjernes efter kontrol af indholdet. |

Det danske Dagblad er en film med ukendt instruktør.

## Handling
Trykkeri i ældre tider. Moderne dagblade. Skema over arbejdsgangen ved fremstilling af et moderne dagblad. Redaktionen. Billedarkiv. Annonceafdeling. Reklameteknisk afdeling. Tegneren. Clichecentralen. Sætteri. Prægning af matrice. Støbning af stereotypi. Trykning og distribution.